# Carolina del Nord
Carolina del Nord (en anglès: North Carolina) és un dels estats que conformen els Estats Units d'Amèrica. Va ser una de les Tretze Colònies britàniques secessionistes i la llar de la primera colònia britànica de les Amèriques. Aquest estat limita al sud amb Carolina del Sud, amb Geòrgia al sud-oest, amb Tennessee a l'oest, amb Virgínia al nord, i amb l'oceà Atlàntic a l'est. El nom de l'estat va ser triat pel rei Carles I d'Anglaterra. Carolina del Nord posseïx tres àrees metropolitanes que tenen més d'un milió d'habitants. Al 1r de juliol de 2006, tenia una població de 8.856.505 habitants, un 10% més que a l'abril de 2001. És el tercer estat més poblat del sud-est del país, per darrere de Florida i de Geòrgia. A causa de la varietat del relleu, del nivell del mar en la costa fins als dos mil metres a les muntanyes, Carolina del Nord té un dels climes més variats dels estats al sud-est de la nació. El clima en la costa i el centre de Carolina del Nord és similar al clima de Geòrgia i Carolina del Sud, mentre que el clima en les muntanyes de l'oest és similar al de Nova Anglaterra.

## Població
Segons el cens dels Estats Units del 2000, hi havia censats a l'estat 133.409 amerindis nord-americans (1,6%). Per tribus, les principals són els lumbee (47.062), cherokees (23.997), haliwa-saponi (2.582), iroquesos (2.189, dels quals 1.266 tuscarora) waccamaw (1.559), blackfoot (1.302), coharie (1.186), sioux (972), apatxes (683), catawbes (204) i canadencs i llatinoamericans (2.944).

## Història

### Pobles amerindis
Abans de la colonització europea, Carolina del Nord era habitada per diferents pobles nadius, entre els quals es trobaven les nacions cherokee, tuscarora, cheraw, pamlico, meherrin, coree, machapunga, Cape Fear Indians, waxhaw, saponi, tutelo, waccamaw, coharie i catawbes.

### Descobriment i exploració

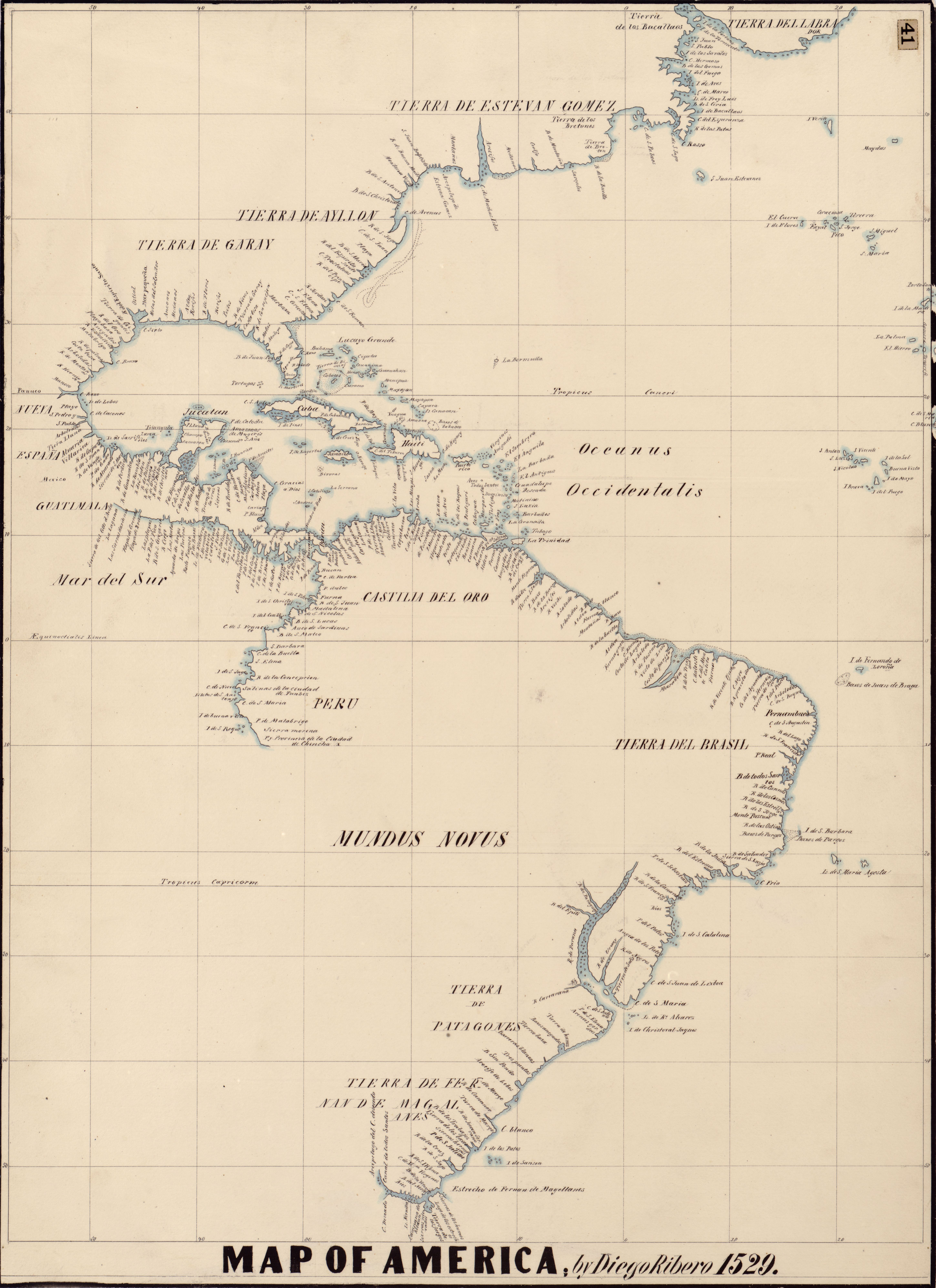
Detall de la costa americana, mapa del cartògraf Diego Ribeiro de 1529, on la part sud de la costa est dels actuals EUA porta el nom de «Terra de Ayllón».

L'any 1523, Lucas Vázquez de Ayllón, amb autorització de l'emperador Carles I d'Espanya, va organitzar una expedició per a cercar el passatge nord a les Illes de les Espècies, i va explorar-la costa est dels actuals Estats Units (estats de Virgínia i Carolina del Nord); L'any 1526, Vázquez de Ayllón va ser el primer europeu a explorar i traçar un mapa de la badia de Chesapeake. Va establir un breu poblat al que anomenà «San Miguel de Guadalupe». La localització d'eixe poblat és discutida, i alguns autors la situen en el que posteriorment va ser la ciutat de Jamestown (Virgínia), i d'altres en la desembocadura del riu Pedee.
L'any 1567 el capità Juan Pardo va dirigir una expedició cap a l'interior per a reclamar l'àrea per a la colònia espanyola de la Florida, i també per a crear una altra ruta per a protegir les mines d'argent de Mèxic. Pardo va fer una base d'hivern a Joara, que va rebatejar com a Cuenca. L'expedició va construir el Fort de San Juan i va deixar-hi trenta homes, mentre que Pardo va viatjar més lluny i va construir i deixar personal en altres cinc forts. Va tornar per una ruta diferent a Santa Elena a Parris Island, Carolina del Sud, a continuació, al centre de la Florida espanyola. La primavera de 1568, els indígenes mataren tots els soldats i cremaren els sis forts de l'interior, inclòs el Fort de San Juan. Encara que els espanyols no van tornar mai a l'interior, aquest fet va marcar el primer intent europeu de colonització de l'interior del que esdevindrien els Estats Units. Un diari del segle xvi de Marró, escrit pel seu ajudant Bandera, i altres restes arqueològiques trobades des de 1986 a Joara ho han confirmat.

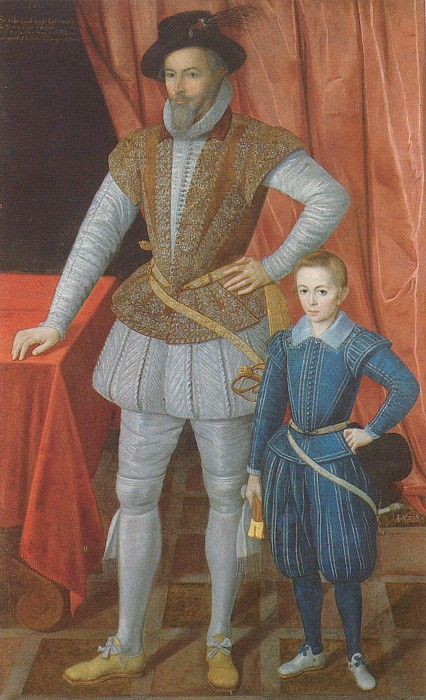
Walter Raleigh i el seu fill.

L'any 1584 la reina Isabel I d'Anglaterra concedí una carta a Sir Walter Raleigh, on anomenava l'actual capital de l'estat de Carolina del Nord (en aquells dies Virgínia) amb el nom de Raleigh.
Amb patent d'Elisabet I d'Anglaterra Raleigh va establir una primera colònià el 1584 i una segona el 1587 sobre la costa, però ambdues acabaren en fracàs. Eixe era el segon territori que els britànics van intentar colonitzar en el continent. Virginia Dare va ser la primera persona de pares anglesos nascuda a Amèrica, i el seu naixement fou a Carolina del Nord. El que va ocórrer amb ella i els altres colons és un misteri.

### Període colonial
Els primers colons permanents europeus de Carolina del Nord van ser els colons britànics que van emigrar al sud de Virgínia després d'un ràpid creixement de la colònia i la posterior escassesa de terres agrícoles disponibles. Nathaniel Batts va ser documentat com un dels primers d'aquests virginians emigrants. Es van instal·lar al sud del riu Chowan i a l'est de la Great Dismal Swamp el 1655. L'any 1663 aquesta zona nord-oriental de la província de Carolina, coneguda com a Assentaments Albemarle, patia l'assentament britànic. Durant el mateix període, el rei Carles II d'Anglaterra va donar la província a un grup de nobles que l'havien ajudat a ser restituït com a rei el 1660. La nova província de Carolina va ser batejada en honor i memòria al rei Carles I d'Anglaterra. L'any 1710, a causa de discussions de la governació, la colònia de Carolina es va dividir en Carolina del Nord i Carolina del Sud. L'any 1712, Carolina del Nord es va convertir en una colònia independent, amb l'excepció de les explotacions de John Carteret, segon Earl Granville, que es va convertir en una colònia real disset anys més tard. Les diferències en les maneres d'assentament de la part oriental i occidental de Carolina del Nord van afectar la vida política, econòmica i social de l'estat des del segle xviii fins al segle xx. L'est de l'estat va ser colonitzat en gran part per immigrants d'Anglaterra i de les Highlands d'Escòcia. L'oest va ser colonitzat en gran part pels escocesos, irlandesos i els protestants d'Alemanya.

### Independència
El 12 d'abril de 1776, la colònia es va convertir en la primera a tenir als seus delegats en el Congrés Continental i votar a favor de la independència de la corona britànica. Les dates d'ambdós esdeveniments que estan relacionats amb la independència són commemorades sobre la bandera estatal i el segell de l'estat. Al llarg de la Guerra Revolucionària va esclatar una feroç guerra d'escamots entre bandes que estaven a favor de la independència i altres que estaven a favor de les colònies britàniques. En alguns casos, la guerra va ser també una excusa per a arreglar assumptes privats, rancors i rivalitats. Una victòria important dels Estats Units en la guerra va tenir lloc en el King's Pinnacle, al llarg de la frontera entre Carolina del Nord i Carolina del Sud. La victòria nord-americana en la Kings Mountain va donar més possibilitats als colons a favor de la independència d'assolir el seu objectiu a l'impedir que l'Exèrcit britànic reclutés nous soldats.
Ja que l'exèrcit britànic es va traslladar al nord després de les victòries assolides en Charleston i Camden (Carolina del Sud), l'Exèrcit Continental del Sud i les milícies locals es van preparar per a plantar-li cara. Després de la victòria del general Daniel Morgan en la batalla de Cowpens el 17 de gener de 1781 sobre el comandant de la cavalleria britànica Banastre Tarleton, el comandant del sud, Nathanael Greene, va conduir a lord Charles Cornwallis a través del centre de Carolina del Nord, lluny de la seua base. Aquesta campanya se la coneix com "La caça de Dan" o "La carrera pel riu".
Els generals Greene i Cornwallis finalment es van enfrontar en la batalla de Guilford Courthouse, en l'actual Greensboro, el 15 de març de 1781, on les baixes britàniques van ser superiors a les patides pels nord-americans. Després d'aquesta "victòria pírrica", Cornwallis va optar per traslladar-se a la costa de Virgínia per a obtenir reforços i per a permetre que la Marina Real Britànica protegís al seu exèrcit. Aquesta decisió donaria lloc a la derrota final de Cornwallis a Yorktown, Virginia, l'any 1781. La victòria dels patriotes va garantir la independència nord-americana.
El 21 de novembre de 1789, Carolina del Nord es va convertir en el dotzè estat en aprovar la Constitució. A diferència de molts altres estats del Sud, Carolina del Nord mai va desenvolupar una aristocràcia dominant posseïdora d'esclaus i la classe mitjana tendia a controlar el govern. La major part de les plantacions van ser situades en la zona oriental de Tidewater. A l'occident no solia haver molts agricultors de subsistència. A mitjans del segle xix, la zona rural i les zones comercials van ser connectades per la construcció d'una carretera de 208 km.

### Període prebèl·lic
El 25 d'octubre de 1836 començà la construcció del Ferrocarril Raleigh-Wilmington, per a connectar el port de la ciutat de Wilmington amb la capital de l'estat Raleigh. L'any 1849 es va construir el Ferrocarril de Carolina del Nord, amb la finalitat d'ampliar el ferrocarril perquè passés també per Greensboro, High Point, i Charlotte. Durant la Guerra Civil dels Estats Units el ferrocarril Raleigh-Wilmington seria vital per a la distribució de subministraments enviats des de Wilmington, a través de Raleigh, a Richmond (Virgínia).
Durant el període prebèl·lic, Carolina del Nord va ser un estat totalment rural. L'any 1860 només una ciutat, la ciutat portuària de Wilmington, tenia una població de més de 10.000 habitants. A Raleigh, la capital de l'estat, hi havia tot just poc més de 5.000 residents.
Encara que a Carolina del Nord l'esclavitud representava un menor percentatge de la població que en alguns estats del Sud, segons el cens de 1860, el 33% de la població (de 992.622 persones), eren esclaus afroamericans. Els esclaus vivien i treballaven en les plantacions, principalment en la zona oriental de Tidewater. A més, 30.463 negres lliures vivien en l'estat, principalment concentrats en la zona oriental de la planúria costanera, especialment entorn dels ports, com Wilmington i New Bern. Els afroamericans lliures no van estar autoritzats a votar fins a 1835.

### Guerra Civil
El 1860 Carolina del Nord era un estat esclavista, amb una població d'esclaus que comprenia aproximadament un terç de la població, una proporció menor que molts estats del Sud. L'estat es va negar a unir-se als Estats Confederats d'Amèrica fins que el President Abraham Lincoln va insistir que envairia el seu estat "germà", Carolina del Sud. L'estat va ser un lloc de poques batalles, però li proporcionava 125.000 soldats als Estats Confederats d'Amèrica, molt més que qualsevol altre estat. Al voltant de 40.000 d'eixos efectius mai van tornar a les seues llars, alguns van morir de malalties, per les ferides ocasionades en el camp de batalla i privacions. Electe l'any 1862, el governador Zebulon Baird Vance va tractar de mantenir l'autonomia estatal en contra del President dels Estats Confederats d'Amèrica Jefferson Davis, a Richmond (Virgínia).
Fins i tot després de la secessió, algunes persones de Carolina del Nord es van negar a donar suport als Estats Confederats. Açò va ocórrer, principalment, en el cas dels quals no posseïen esclaus per a l'agricultura en les muntanyes occidentals de l'estat i l'altiplà de Piedmont. Alguns d'aquests agricultors es van mantenir neutrals durant la guerra, mentre que alguns, encoberts, van donar suport a La Unió durant el conflicte. Tanmateix, les tropes dels Estats Confederats d'Amèrica de totes parts de Carolina del Nord van servir en pràcticament totes les grans batalles de l'Exèrcit de Virgínia del Nord. La batalla més gran de Carolina del Nord fou a Bentonville, una temptativa vana per part del general confederat Joseph Johnston per a detenir l'avanç del general de La Unió William Tecumseh Sherman, a la primavera de 1865. L'abril de 1865 Johnston es va rendir a Sherman Bennett Place, en el que avui és Durham. Aquest va ser l'últim gran exèrcit en rendir-se.
El primer soldat confederat a morir en la guerra va ser Henry Wyatt, mort en la batalla de Big Bethel, en juny de 1861.

## Geografia

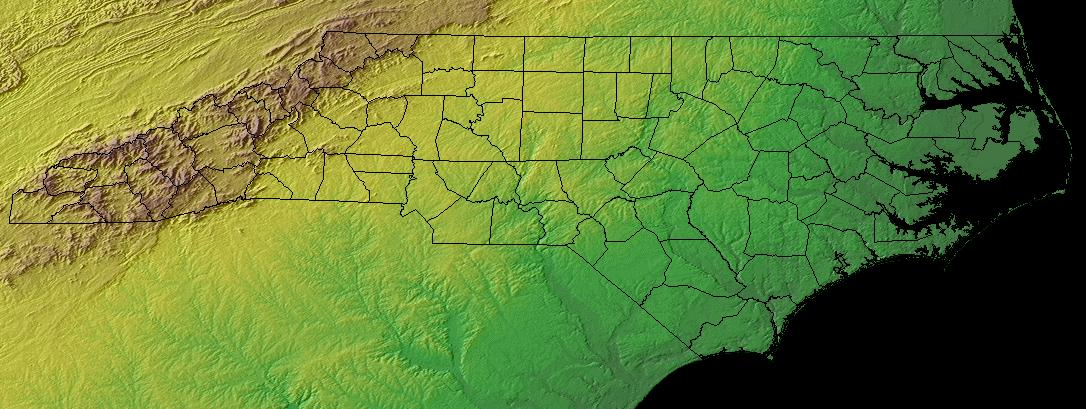
Vista topogràfica de Carolina del Nord.

Carolina del Nord limita a l'oest amb Tennessee, al sud amb Carolina del Sud, al sud-oest amb Geòrgia, al nord amb Virgínia i a l'est amb l'oceà Atlàntic. Carolina del Nord consta de tres zones geogràfiques principals: la plana costanera, que ocupa la part oriental en un 45%, la regió de Piedmont, que ocupa el 35%, i els Apalatxes i Foothills. L'extrem oriental de l'estat conté els Outer Banks, una cadena d'estretes illes d'arena que formen una barrera entre l'oceà Atlàntic i les vies navegables. Els Outer Banks formen dos estrets: l'estret d'Albemarle en el nord i l'estret de Pamlico en el sud. Són els dos estrets sense litoral més grans dels Estats Units. La plana costanera és relativament poc accidentada, amb sòls rics, ideal per al cultiu de tabac, soia, melons i cotó. La plana costanera de Carolina del Nord està, en la seua majoria, ocupada per la zona rural, amb poques ciutats grans o fins i tot sense elles. L'agricultura és un important sector econòmic. Els principals rius d'aquesta zona, el Neuse, el Tar, el Pamlico i el Cape Fear, tendeixen a ser lents i amplis.
La regió de Piedmont central és la més densa i urbanitzada de la zona, les cinc ciutats més grans de l'estat es troben en Piedmont. Es compon de suaus ondulacions, freqüentment interrompuda per pujols o muntanyes baixes. En el Piedmont es troben un nombre de menudes, aïllades i profundament erosionades cadenes muntanyenques i becs. El Piedmont es troba entre els 90 i 120 m d'altitud a l'est i a més de 300 m a l'oest. A causa del ràpid creixement de la població de Piedmont, moltes de les explotacions agrícoles i gran part del paisatge rural d'aquesta regió està substituït per la suburbanització amb centres comercials, urbanitzacions i grans zones d'oficines de companyies. L'agricultura està perdent importància constantment en aquesta regió. Els principals rius del Piedmont, com el Yadkin i el Catawba, tendeixen a ser cabalosos, superficials i estrets.

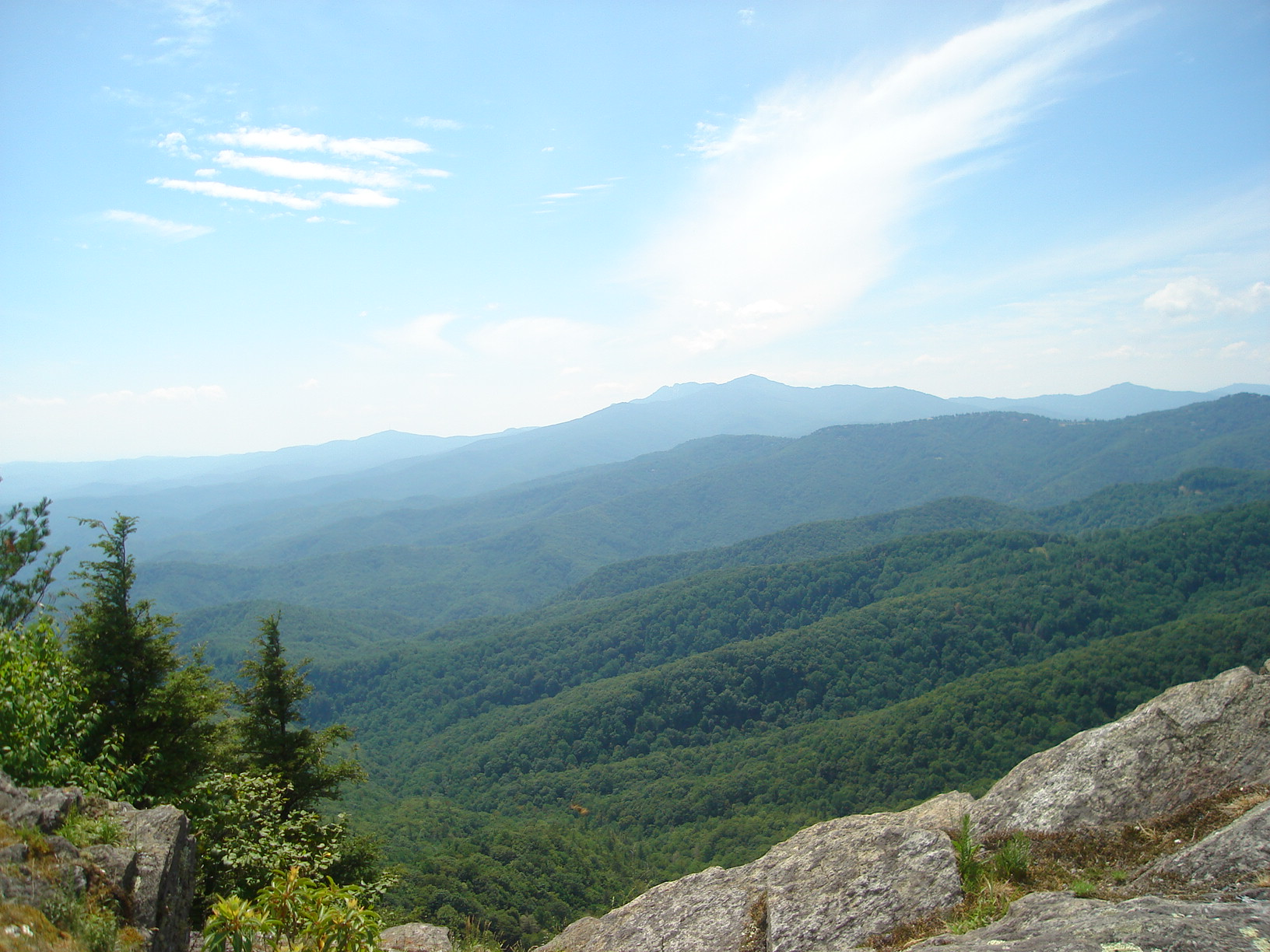
Les muntanyes Blue Ridge.

La regió occidental de l'estat és part dels Apalatxes. Les Black Mountains (Muntanyes Negres) són les més altes de l'est dels Estats Units i culminen al Mont Mitchell a més de 2.037 m d'altura. És, a més, el punt més alt a l'est del riu Mississipi. Encara que l'agricultura roman important, el turisme és la indústria dominant a la zona de les muntanyes. Una producció agrícola que ha prosperat i crescut en les últimes dècades és la venda d'arbres de Nadal. A causa de l'altura fr la muntanya, el clima hi difereix radicalment de la resta de l'estat. A l'hivern, a l'oest de Carolina del Nord, és típic veure nevades i temperatures més semblants a un estat del centre-oest del sud.
Carolina del Nord té disset grans conques fluvials. Cinc de les conques hidrogràfiques de l'estat —les dels rius Hiwassee, Little Tennessee, French Broad, Watauga i New River— formen part de la conca del riu Mississipi, que drena cap a el Golf de Mèxic. Tots els altres desemboquen a l'oceà Atlàntic. De les disset conques, onze naixen en l'estat de Carolina del Nord, però només quatre es troben totalment dins de les fronteres de l'estat: el Cap Fear, Neuse, White Oak i Tar-Pamlico.